# Pomurje (regija)
Pomurje ili Pomurska regija je jedna od dvanaest statističkih regija Slovenije. Prema podacima iz 2005. u regiji živi 122.453 stanovnika.
Regija obuhvaća općine
- Općina Apače
- Općina Beltinci
- Općina Cankova
- Općina Črenšovci
- Općina Dobrovnik
- Općina Gornja Radgona
- Općina Gornji Petrovci
- Općina Grad
- Općina Hodoš
- Općina Kobilje
- Općina Križevci
- Općina Kuzma
- Općina Lendava
- Općina Ljutomer
- Općina Moravske Toplice
- Općina Murska Sobota
- Općina Odranci
- Općina Puconci
- Općina Radenci
- Općina Razkrižje
- Općina Rogašovci
- Općina Sveti Jurij ob Ščavnici
- Općina Šalovci
- Općina Tišina
- Općina Turnišče
- Općina Velika Polana
- Općina Veržej